# Тафеа
Тафеа (на бислама: Tafea) е най-южната от шестте провинции на Република Вануату. Името ѝ е акроним от петте острова, които я съставят:
Тана, Анива, Футуна, Ероманго и Анейтюм.
Провинцията има население 37 050 души (по преброяване от ноември 2016 г.) и обхваща област от 1628 км2. За столица е избран град Исангел, намиращ се на остров Тана.
Повечето от островите на Тафеа спадат към района на Меланезия, но най-малките два – Анива и Футуна се причисляват към района на Полинезия.